# 橘櫻
橘櫻是日本女性聲優。主要為成人遊戲配音。

## 演出作品
2011年
- 穢翼的尤斯蒂婭（菲奧奈·希爾法莉亞[1]）

2012年
- 辻堂的純愛之路（北條步[2]）

2013年
- 大圖書館的牧羊人（櫻庭玉藻[3]）
- 辻堂小姐的純潔處女之路（日语：辻堂さんのバージンロード）（北條步）

2015年
- 黑金回姬譚-閃夜一夜-（船阪 玉鋼）[4]
- 相州戰神館學園 萬仙陣（緋衣 南天）[5]